# 吉田実代
吉田 実代（よしだ みよ、1988年4月12日 - ）は、日本のプロボクサー、元総合格闘家、キックボクサー、シュートボクサー。NYPDアカデミージム所属。プロモートはディベラ・エンターテインメント。前IBF女子世界バンタム級王者。元WBO女子世界スーパーフライ級王者。元OPBF東洋太平洋女子バンタム級王者。元日本女子バンタム級王者。所属事務所は2022年より株式会社shabell、2024年6月より9月までサッカー日本女子代表の熊谷紗希らも擁するスタジオモット。

## 来歴
鹿児島県鹿児島市出身（父親は沖永良部島出身）。3歳の時に両親が離婚し、母親ひとりに育てられた。小学2年から中学1年まではソフトボール選手として活躍。中学卒業後、ひとり暮らしをはじめ、働きながら通信制の高校で勉強した。
プロボクサーデビュー後に結婚し、2015年4月に長女を出産するも離婚。以降はシングルマザーと格闘技インストラクターとしてボクシングやキックボクシングを教える仕事の傍ら活動していた。
2018年よりおきのえらぶ島親善大使。
2022年12月より母娘でアメリカ・ニューヨークブルックリン在住。以降は就労ビザを取得して現地で練習をしつつ、事務所や親善大使の仕事などがある際に一時帰国するスケジュールを立てている。

### 総合格闘技
2008年、20歳の誕生日を迎えた4月に、格闘技未経験でハワイのHMCに単身格闘技留学、キックボクシングを習う。3か月の留学後に帰国し、10月プロになるために上京。キックの名門TARGETに所属しアマキックボクシング参戦（4戦3勝1KO1敗）。
2009年にマッハ道場に移籍。総合格闘技に挑戦。転向3か月でプロデビュー。
2009年11月10日、DEEPで総合格闘技プロデビュー。アミバに2-0判定負け。
2010年5月23日、女子総合格闘技JEWELS 8th RING初参戦で鹿児島陽子に1RTKO勝ち。
2010年10月10日、JEWELS 10th RINGで市井舞に判定負け。

### キックボクシング
2011年に立ち技格闘技に転向、池袋BLUEDOGジムに移籍。
2011年4月15日、ビギニングでいつかとキックボクシングルールのエキシビョンを行なう（エキシビョンのため勝敗なし）。
2011年4月23日、 SHOOT BOXING初参戦。 井上明日香と対戦し、1Rにダウンを奪い判定勝ち。
2011年6月5日、SHOOT BOXINGでNATSUKAと対戦し、1Rに2度のダウンを奪い判定勝ち。
2011年8月19日、GIRLS S−CUP 2011 トーナメントに出場。1回戦のWINDY智美戦を判定勝ち。続く準決勝の神村エリカ戦はKO負けを喫した。
2011年10月30日、GLADIATOR参戦、 金網によるキックルールで、1Rに2度のダウン奪い判定勝ち。
2012年4月1日、初参戦のJ-GIRLSにて白石瑠里と対戦し、ダウンを奪い、判定勝ち。
2012年5月13日、J-GIRLSにて三冠王の安倍基江の引退エキシビションマッチを行う。
2012年6月17日、J-GIRLSフライ級王座決定リーグにて、サンチェス弥生戦で、前日計量を400g計量オーバーし体調を崩し入院、試合中止になり、療養のためその後の試合を自粛。
2012年10月14日、粋喧にてアントニオ小猪木とセミファイナルで異種格闘技エキシビションマッチを行う。
2012年11月11日、地元鹿児島の鹿児島格闘技選手権大会にて、先輩である菊野克紀と共にゲストとして来鹿。児童養護施設への募金活動も行う。
2012年11月18日、J-GIRLSにて小澤聡子と対戦し判定勝ちで復帰戦を勝利で飾る。
2013年 2月22日、SHOOT BOXINGにて未奈の欠場により韓国のユー・ヒージンと対戦し1RTKO勝ち。
2013年4月20日、HOOT BOXINGにてオランダのロレーナ・クラインと好勝負を演じるも僅差の判定負け。
2013年8月3日、 SHOOT BOXING Girls S-cupトーナメントにて1回戦ベテランの岡加奈子にダウンとキャッチポイントを奪い判定勝ち。2回戦は前年王者魅津希に判定負け。魅津希の優勝で3位に終わる。
2013年9月1日、GLADIATORin鹿児島にて念願の凱旋試合としてGLADIATORキックルール（現:CMA KAISER）初代女子バンタム級タイトルマッチを韓国のジャン・ウンジョンと行い、KO勝ちで王座獲得。
2013年11月16日、両国国技館 SHOOT BOXING GROUND ZEROにて高橋藍と対戦するも、判定負け。
2013年12月20日、カンボジアのパペットにてTitan Fight Samurai vs Khmerでカンボジアのエイ・ヤヌースとムエタイルールで対戦し判定勝ち。この試合は1万人以上の観客の他、来賓には将軍や政府の要人が揃い、国営放送にて衛星中継された（日本からは小笠原瑛作とハチマキも出場）。

### ボクシング
2014年3月5日、日本ボクシングコミッションC級ボクサーテストを受験し合格。
2014年4月9日、後楽園ホールにてエキシビション。
2014年5月28日、佐藤絢香（YuKO）戦でボクサーデビュー。4回2-0（39-37×2、38-38）判定で勝利。
2014年8月27日、新宿FACEにて同じくシングルマザーの藤原芽子（真正）相手に2戦目を予定したが、内臓疾患に伴うドクターストップのため棄権し試合中止になってしまった。
2017年5月14日、初となる地元凱旋として鹿児島アリーナにて3月に後藤あゆみと東洋太平洋女子スーパーバンタム級王座を争ったキム・アクタブ（ フィリピン）と対戦。8回3-0（80-72、79-74、78-75）判定勝利。

#### 日本王座獲得
2017年10月6日、JBCが新たに創設した日本女子王座の第1号となるバンタム級王座決定戦で、前東洋太平洋女子スーパーバンタム級王者で世界挑戦経験も有する女子プロボクシング界のスター高野人母美と対戦、6回3-0（58-57×3）の判定で下し初代王者となった。
2018年3月8日、同級日本1位のカイ・ジョンソンを迎えて初防衛戦を6回3-0（60-54×2、59-55）判定で勝利し初防衛成功。なお、カイはこの試合を最後に現役引退しお笑いに転向、吉本興業入りしてカイちゃんの芸名で活動している。

#### 東洋太平洋王座獲得
2018年8月20日、OPBF東洋太平洋バンタム級王座決定戦で、同1位として2位のグレエル・テパズ（ フィリピン）と対戦、5回1分39秒負傷判定3-0（49-46×2、48-47）で勝利し2冠目となるOPBF王座獲得。
2018年9月30日、2度目の地元凱旋として鹿児島アリーナにて東洋太平洋初防衛戦として7位のファナルック・ コンサング（ タイ）と対戦、8回3-0（78-74、79-73、77-75）判定で勝利し初防衛。
2019年3月13日、日本王座2度目の防衛戦として若狭与志枝と対戦し、8回3-0（59-55×2、60-54）判定で初防衛成功。

#### 世界王座
2019年6月19日、幕張メッセにてアストン・パリクテ vs 井岡一翔のWBO世界スーパーフライ級王座決定戦、京口紘人 vs サタンムアンレック・CPフレッシュマートのWBA世界ライトフライ級タイトルマッチとのトリプル世界戦として行われたWBO女子世界スーパーフライ級王座決定戦でケーシー・モートン（ アメリカ合衆国）をジャッジ2人がフルマークを付ける10回3-0（100-90×2、99-91）判定で降し世界王座獲得、男女通じ令和初の新世界王者となった。また、他のプロ格闘技からの転向者によるJBC公認世界王座獲得は山田真子に次いで2人目となる。
この頃には自衛隊体育学校へ出向き、当時同校所属として2020年東京オリンピックを目指していた晝田瑞希らとともロンドン五輪フライ級日本代表の須佐勝明から指導を受けていた。
2019年12月31日、大田区総合体育館でスーパーフライ級の井岡一翔 vs ジェイビエール・シントロン、フライ級の田中恒成 vs ウラン・トロハツとのWBOトリプル世界戦としてシー・リーピンを相手に防衛戦を戦い、10回3-0（98-91、97-92、99-90）で判定勝ちを収め、初防衛に成功した。
2020年8月26日、三迫ジム移籍。
2020年12月13日、エディオンアリーナ大阪第二競技場にてOPBF・日本王者奥田朋子（ミツキ）を迎え2度目の防衛に挑むが、1回にダウンを奪われ、5回に偶然のバッティングが起こり、6回で試合停止、0-3（54-59×2、56-57）の負傷判定で敗れ敵地で王座陥落。
2021年6月29日、後楽園ホールにて奥田朋子とダイレクトリマッチを行い、10回2-1（94-96、96-94×2）判定で王座奪還に成功。
2022年5月30日、後楽園ホールにて元OPBF王者小澤瑶生（フュチュール）を迎えて初防衛戦を行うが、10回1-2（93-97×2、96-94）の判定で敗れ初防衛ならず陥落。この試合の模様は新設されたばかりの吉田実代YouTubeチャンネルでアンダーカードから生配信された（解説：内山高志・寺地拳四朗、実況：柏野仁弥（鹿児島放送アナウンサー））。後日BOXING RAISEで録画配信されることは決まっていたが、生中継を希望する声が多数あったため三迫ジムの承認を得て生配信が決められた。

#### 米国進出
王座陥落後、「あと何年できるか分からないと考えたときに、どうしても海外でチャレンジしたいと思った」とアメリカへ渡りロサンゼルスやラスベガスなど巡回し、9月にモハメド・アリやマイク・タイソンらを輩出したブルックリンのグリーソンズ・ジムを訪問。そこでルー・ディベラを紹介され、「最初は日本から通ってアメリカで戦いたい」と伝えたが、ディベラの答えは「そんな生半可な気持ちじゃダメだ。娘を連れてアメリカに移り住む覚悟があるんなら面倒見る」だった。そのため娘の理解が得られなければ渡米を諦めるつもりであったが、理解を得られたため実現した。11月2日にニューヨーク入りし調整を開始し、下旬に撮影のため一時帰国。
11月24日、都内の日本ボクシングコミッション（JBC）事務局で会見を行い、三迫ジムとの契約解除をJBCに提出し、母娘でニューヨークへ生活拠点を移すと発表。ディベラが代表を務め、4団体統一世界ライト級王者のデヴィン・ヘイニーや前3団体統一同級王者ジョージ・カンボソス、女子4階級制覇のハンナ・ガブリエルらを擁するディベラ・エンターテインメントと契約し、グリーソンズ・ジムを拠点とする。以降はJBC管轄外選手となるが、日本での試合出場を希望する場合にJBCはアメリカの選手と同じ扱いで出場を許可する見通しである。
12月中旬に移住。
2023年1月にビザ取得のため一時帰国。
アメリカデビュー戦は2023年2月を予定していたが、ビザの発給遅れのため渡米できず4月に延期となり、発給遅れが続いたためニューヨークに戻っての調整もかなわない上、東京の自宅も既に引き払っており、ホテルもインバウンド需要増のため連泊がままならずスポンサーや知人宅を渡り歩いての調整を余儀なくされた。
2023年4月12日、初の写真集「VOLCANO 吉田実代写真集」を発売し、タイトルのVOLCANOをミドルネームに使用することを表明。
2023年4月27日（日本時間28日）、ニューヨークのタイムズスクエアSONYホールにてインデヤ・スミスと対戦。調整に苦労した上、試合5日前に写真集イベントが組まれていたため直後から24時間かけて渡米するなど過密スケジュールの中、8回2-0（76-76、77-75、78-74）判定を制し、アメリカデビューを約1年10か月ぶりの勝利で飾った。セコンドにはプロボクサーを目指し吉田より先んじてニューヨークに移住した元俳優の荒川泰次郎が付いた。この興行はDAZNを通じて日本でも生配信された。
2023年9月末にアメリカ進出後初のタイトル挑戦としてフライ級暫定タイトルマッチが決まりかけていたが、最終的な契約には至らず消滅したことを9日にSNSで発表した。
2023年11月7日（日本時間8日）、エジソン・ボールルームにて元WBO世界スーパーフェザー級王者ジャメル・ヘリングの復帰戦のアンダーとしてにて5年ぶりにバンタム級でIBF女子インターコンチネンタルタイトルマッチとしてシュレッター・メトカーフと対戦。結果は8回0-3（92-98、94-96、91-99）の判定負けを喫した。試合後、ニューヨーク市警察が管理するNYPDアカデミージムに移籍。

#### 世界2階級制覇
2023年12月9日、カリフォルニア州サンフランシスコのチェイス・センターで行われたレジス・プログレイス vs デヴィン・ヘイニーのWBC世界スーパーライト級タイトルマッチの前座としてエバニー・ブリッジスが持つIBF女子世界バンタム級王座に挑戦。当初フロリダ州在住でブリッジスと同胞のアヴリル・マティエが挑戦する予定だったが、マティエが負傷したためその代役として吉田が前回の敗戦からわずか1ヶ月強で急遽挑戦することになった。リングアナウンサーのデヴィッド・ディアマンテに「戦うシングルマザー」と日本語で紹介され、10回3-0（99-91×2、97-93）の判定勝ちで王座獲得、日本人女子としては6人目となるメジャー団体2階級制覇に成功した。海外での王座返り咲きは日本人女子では初であり、アメリカでの王座獲得も初、アメリカでの世界戦勝利は2021年7月の藤岡奈穂子以来となる。また、JBCライセンスを持たない日本人選手のメジャー団体王座奪取も女子では初であり、男子を含めると2013年3月の高山勝成以来。この試合はアメリカ・カナダ向けにはメインと合わせてDAZN PPVで配信された（日本・オーストラリアを含む他国向けは通常配信）。
初防衛戦は2024年5月から7月の間に日本で開催へ動いていたが頓挫し、10月23日にマディソン・スクエア・ガーデンのザ・シアターのメインイベントにて1年前に敗れたシュレッタ・メトカーフ相手に行うことになった。この試合はアメリカのプロボクシング専門動画委配信サイトであるProBox TVにて全世界へ無料ライブ配信されたが、0-3（94-96、93-97、91-99）判定で敗れ初防衛ならず。この地元判定に対して場内から大ブーイングが巻き起こり、吉田のセコンドに付いた元世界3階級制覇王者ホルヘ・リナレスも「ひどすぎる採点、彼らはファイトを盗んだ」とコメントするなど物議を醸し、後日、所属事務所を通じてIBFへ異議申し立てを行うまでになった。IBFは異議を認め、試合結果は覆らなかったものの、吉田をバンタム級1位としてメトカーフに対し2025年10月までに再戦を行う指令を下した。
2025年2月1日、ニュージャージー州ニューアークのプルデンシャル・センターにてベアータ・デュデクと54.8kg契約8回戦を行い、3-0判定で勝利し再起成功。

## 戦績

### プロボクシング
| プロボクシング 戦績 | プロボクシング 戦績 | プロボクシング 戦績 | プロボクシング 戦績 | プロボクシング 戦績 | プロボクシング 戦績 | プロボクシング 戦績 |
| ------------------- | ------------------- | ------------------- | ------------------- | ------------------- | ------------------- | ------------------- |
| 23 試合             | (T)KO               | 判定                | その他              | 引き分け            | 無効試合            |                     |
| 18 勝               | 0                   | 17                  | 0                   | 0                   | 0                   |                     |
| 5 敗                | 0                   | 4                   | 0                   | 0                   | 0                   |                     |

| 戦           | 日付           | 勝敗 | 時間    | 内容         | 対戦相手                  | 国籍           | 備考                                                  |
| ------------ | -------------- | ---- | ------- | ------------ | ------------------------- | -------------- | ----------------------------------------------------- |
| 1            | 2014年5月28日  | ☆    | 4R      | 判定 2-0     | 佐藤絢香(YuKO)            | 日本           | プロデビュー戦                                        |
| 2            | 2016年3月13日  | ☆    | 4R      | 判定 2-0     | 平安山裕子(平仲)          | 日本           |                                                       |
| 3            | 2016年5月31日  | ☆    | 4R      | 判定 3-0     | 牧野香菜(竹原＆畑山)      | 日本           |                                                       |
| 4            | 2016年7月2日   | ☆    | 4R      | 判定 3-0     | 田中智沙(勝又)            | 日本           |                                                       |
| 5            | 2016年9月21日  | ★    | 4R      | 判定 0-3     | 小関有希(K&W)             | 日本           |                                                       |
| 6            | 2016年11月27日 | ☆    | 6R      | 判定 3-0     | 福田香奈(S&K)             | 日本           |                                                       |
| 7            | 2017年3月15日  | ☆    | 6R      | 判定 2-0     | 小関有希(K&W)             | 日本           |                                                       |
| 8            | 2017年5月14日  | ☆    | 8R      | 判定 3-0     | キム・アクタブ            | フィリピン     |                                                       |
| 9            | 2017年10月6日  | ☆    | 6R      | 判定 3-0     | 高野人母美(協栄)          | 日本           | 日本女子バンタム級王座決定戦                          |
| 10           | 2018年3月8日   | ☆    | 6R      | 判定 3-0     | カイ・ジョンソン(T&H)     | 日本           | 日本王座防衛1                                         |
| 11           | 2018年8月20日  | ☆    | 5R 1:39 | 負傷判定 3-0 | グレエル・テパズ          | フィリピン     | OPBF東洋太平洋女子バンタム級王座決定戦                |
| 12           | 2018年9月30日  | ☆    | 8R      | 判定 3-0     | ファナルック・ コンサング | タイ           | OPBF防衛1                                             |
| 13           | 2019年3月13日  | ☆    | 6R      | 判定 3-0     | 若狭与志枝(花形)          | 日本           | 日本王座防衛2                                         |
| 14           | 2019年6月19日  | ☆    | 10R     | 判定 3-0     | ケーシー・モートン        | アメリカ合衆国 | WBO女子世界スーパーフライ級王座決定戦                 |
| 15           | 2019年12月31日 | ☆    | 10R     | 判定 3-0     | シー・リーピン            | 中国           | WBO防衛1                                              |
| 16           | 2020年12月13日 | ★    | 6R 1:38 | 負傷判定 0-3 | 奥田朋子(ミツキ)          | 日本           | WBO陥落                                               |
| 17           | 2021年6月29日  | ☆    | 10R     | 判定 2-1     | 奥田朋子(ミツキ)          | 日本           | WBO女子世界スーパーフライ級タイトルマッチ             |
| 18           | 2022年5月30日  | ★    | 10R     | 判定 1-2     | 小澤瑶生(フュチュール)    | 日本           | WBO陥落                                               |
| 19           | 2023年4月27日  | ☆    | 8R      | 判定 2-0     | インデヤ・スミス          | アメリカ合衆国 | アメリカデビュー戦                                    |
| 20           | 2023年11月7日  | ★    | 8R      | 判定 0-3     | シュレッタ・メトカーフ    | アメリカ合衆国 | IBF女子インターコンチネンタルバンタム級タイトルマッチ |
| 21           | 2023年12月9日  | ☆    | 10R     | 判定 3-0     | エバニー・ブリッジス      | オーストラリア | IBF女子世界バンタム級タイトルマッチ                   |
| 22           | 2024年10月23日 | ★    | 10R     | 判定 0-3     | シュレッタ・メトカーフ    | アメリカ合衆国 | IBF陥落                                               |
| 23           | 2025年2月1日   | ☆    | 8R      | 判定 3-0     | ベアータ・デュデク        | ハンガリー     | 54.8kg契約8回戦                                       |
| テンプレート |                |      |         |              |                           |                |                                                       |

### プロキックボクシング
| キックボクシング 戦績 | キックボクシング 戦績 | キックボクシング 戦績 | キックボクシング 戦績 | キックボクシング 戦績 | キックボクシング 戦績 | キックボクシング 戦績 |
| --------------------- | --------------------- | --------------------- | --------------------- | --------------------- | --------------------- | --------------------- |
| 14 試合               | (T)KO                 | 判定                  | その他                | 引き分け              | 無効試合              |                       |
| 10 勝                 | 2                     | 7                     | 0                     | 0                     | 0                     |                       |
| 4 敗                  | 1                     | 3                     | 0                     | 0                     | 0                     |                       |

| 勝敗 | 対戦相手           | 試合結果                        | 大会名                                                                                           | 開催年月日     |
| ○    | ソイ・ソーサー     | 2分5R終了 判定                  | Titan Fight Samurai vs Khmer                                                                     | 2013年12月20日 |
| ×    | 高橋藍             | 3分3R終了 判定0-3               | SHOOT BOXING BATTLE SUMMIT〜GROUND ZERO TOKYO 2013                                               | 2013年11月16日 |
| ○    | ジャン・ウンジョン | 2R TKO                          | GLADIATOR in 鹿児島 2013                                                                         | 2013年9月1日   |
| ×    | 魅津希             | 2分3R終了 判定0-3               | SHOOT BOXING Girls S-cup2013日本トーナメント 【Girls S-cup2013日本バンタム級トーナメント準決勝】 | 2013年8月3日   |
| ○    | 岡加奈子           | 2分3R終了 判定3-0               | SHOOT BOXING Girls S-cup2013日本トーナメント 【Girls S-cup2013日本バンタム級トーナメント1回戦】  | 2013年8月3日   |
| ×    | ロレーナ・クライン | 3分3R終了 判定0-2               | SHOOT BOXING2013 act.2                                                                           | 2013年4月20日  |
| ○    | ユー・ヒージン     | 1R 0:41 KO                      | SHOOT BOXING2013 act.1                                                                           | 2013年02月22日 |
| ○    | 小澤聡子           | 2分3R終了 判定3-0               | J-GIRLS 2012 ～Platinum's In The Ring FINAL～                                                    | 2012年11月18日 |
| ○    | 白石瑠里           | 2分3R終了 判定3-0               | J-GIRLS 2011 ～Platinum's In The Ring 2nd～                                                      | 2012年11月18日 |
| ×    | 神村エリカ         | 1R 0:50 KO（2ダウン：左フック） | シュートボクシング・ガールズトーナメント Girls S-cup2011 【Girls S-cup2011トーナメント準決勝戦】 | 2011年8月19日  |
| ○    | WINDY智美          | 2分3R終了 判定2-0               | シュートボクシング・ガールズトーナメント Girls S-cup2011 【Girls S-cup2011トーナメント1回戦】    | 2011年8月19日  |
| ○    | NATSUKA            | 2分3R終了 判定3-0               | SHOOT BOXING2011 act.3                                                                           | 2011年6月5日   |
| ○    | 井上明日香         | 2分3R終了 判定3-0               | SHOOT BOXING2011 act.2                                                                           | 2011年4月23日  |

### 総合格闘技
| 総合格闘技 戦績 | 総合格闘技 戦績 | 総合格闘技 戦績 | 総合格闘技 戦績 | 総合格闘技 戦績 | 総合格闘技 戦績 | 総合格闘技 戦績 |
| --------------- | --------------- | --------------- | --------------- | --------------- | --------------- | --------------- |
| 3 試合          | (T)KO           | 一本            | 判定            | その他          | 引き分け        | 無効試合        |
| 1 勝            | 1               | 0               | 0               | 0               | 0               | 0               |
| 2 敗            | 0               | 0               | 2               | 0               | 0               | 0               |

| 勝敗 | 対戦相手   | 試合結果          | 大会名            | 開催年月日     |
| ×    | 市井舞     | 5分2R終了 判定0-3 | JEWELS 10th RING  | 2010年10月10日 |
| ○    | 鹿児島陽子 | 1R 3:30 TKO       | JEWELS 8th RING   | 2010年5月23日  |
| ×    | アミバ     | 5分2R終了 判定0-2 | DEEP&CMA大感謝祭! | 2009年11月10日 |

## 獲得タイトル
- プロキックボクシング
  - 初代GLADIATORキックルール女子バンタム級王座
- プロボクシング
  - 初代日本女子バンタム級王座（防衛2=返上）
  - 第6代OPBF東洋太平洋女子バンタム級王座（防衛1=返上）
  - 第5代WBO女子世界スーパーフライ級王座（防衛1）
  - 第7代WBO女子世界スーパーフライ級王座（防衛0）
  - 第8代IBF女子世界バンタム級王座（防衛0）

## 出演

### ラジオ
- 「ラジオの中の部活動SPORTS+」内「吉田実代応援部 VICTRY ROAD from KAGOSHIMA」（μFM）

### CM
- NTTドコモ（2017年）
- Areti（2019年）

### 写真集
- 「VOLCANO 吉田実代写真集」（2023年4月12日、双葉社）[29]